# 中村英三
中村 英三（なかむら えいぞう、1948年9月15日 - ）は、日本の社会福祉学者。専門は社会事業、地域福祉、施設運営など。
東洋大学大学院社会学研究科社会福祉学専攻博士後期課程修了、博士（社会福祉学）（論文タイトルは『信州善光寺大勧進養育院の生成と事業経営の社会的意義』。2009年常磐大学コミュニティ振興学部准教授、2013年長野大学社会福祉学部教授、平成27年（2015年）学長就任。

## 参考
- 「長野県人物・人材情報リスト」 日外アソシエーツ 2020年